# ندای وظیفه: موبایل
ندای وظیفه: موبایل (به انگلیسی: Call of Duty: Mobile, CoD: Mobile, CoDM) یک بازی ویدئویی تیراندازی بَرخَط اول شخص و سوم شخص است که در سال ۲۰۱۹ توسط گروه استودیویی تیمی ساخته و توسط اکتیویژن برای اندروید و آی‌اواس منتشر شد. این بازی که به‌صورت رایگان عرضه شده، یکی از بزرگ‌ترین لانچ‌های بازی موبایلی در تاریخ بود و در سال اول بیش از ۴۸۰ میلیون دلار درآمد با ۲۷۰ میلیون بارگیری داشت. در مناطق مختلف، شرکت‌هایی مثل گارینا، تِنسِنت گِیمز، شرکت وی‌اِن‌جی و گروه استودیویی تیمی انتشار بازی را بر عهده داشتند.

## ساخت و عرضه
اعلان رسمی بازی در مارس ۲۰۱۹ انجام شد و TiMi-J3، بخشی از گروه استودیویی تیمی، توسعه آن را رهبری کرد. هدف بازی، آوردن تجربه آشنای مجموعهٔ ندای وظیفه به دستگاه‌های موبایل بود. ویژگی‌های اصلی بازی در زمان معرفی رونمایی شدند و وعده یک تجربه جذاب برای طرفداران نسخه‌های کنسولی را دادند. بازی در ۱۵ ژوئن ۲۰۱۹ ابتدا در استرالیا عرضه شد و پس از تست‌های اولیه در کانادا و پرو، در ۲۹ سپتامبر ۲۰۱۹ توسط گارینا در آسیای شرقی و در ۳۰ سپتامبر توسط اکتیویژن در اروپا، آمریکای شمالی و لاتین منتشر شد. در کره جنوبی (۱ اکتبر ۲۰۱۹)، ویتنام (۲۰ آوریل ۲۰۲۰) و چین (۲۴ دسامبر ۲۰۲۰) نیز عرضه شد.
بازی شامل شخصیت‌ها، نقشه‌ها و حالت‌های آشنای مجموعهٔ ندای وظیفه است. بازیکنان می‌توانند تنظیمات کنترلی را مطابق سلیقه خود تغییر دهند. دو حالت اصلی در بازی وجود دارد: حالت زامبی در نوامبر ۲۰۱۹ اضافه شد و شامل دو زیرحالت است: «Survival» که در آن بازیکنان با موج‌های بی‌پایان زامبی‌ها مبارزه می‌کنند، و «Raid» که بازیکنان پس از چند موج زامبی با یکی از دو باس نهایی روبرو می‌شوند. حالت بتل رویال یکی از حالت‌های محبوب بازی که تجربه‌ای مشابه نسخه‌های کنسولی ارائه می‌دهد. بازی از دو ارز درون‌برنامه‌ای و یک بتل‌پس بهره می‌برد که به بازیکنان امکان خرید آیتم‌های تزئینی و پیشرفت سریع‌تر را می‌دهد.

## مسابقات و رقابت‌ها
مسابقات جهانی (ورزش‌های الکترونیک) کال آو دیوتی: موبایل ۲۰۲۰ با همکاری اکتیویژن بلیزارد و ارتباطات همراه سونی برگزار شد و بیش از ۱ میلیون دلار جایزه (شامل پول نقد و آیتم‌های درون‌برنامه‌ای) داشت. این مسابقات از ۲۰ آوریل تا ۲۴ مه ۲۰۲۰ از طریق چهار مرحله مقدماتی آنلاین برگزار شد و بازیکنان با رتبه Veteran یا بالاتر می‌توانستند شرکت کنند. در سال ۲۰۲۱، جوایز به ۲ میلیون دلار افزایش یافت. علاوه بر این، پلتفرم‌هایی مثل Money Gaming تورنمنت‌های غیررسمی بتل رویال برگزار می‌کنند که بازیکنان با هر سطح مهارتی می‌توانند برای جوایز نقدی رقابت کنند.

## بازخورد

### واکنش منتقدان
| گردآورنده | امتیاز |
| --------- | ------ |
| متاکریتیک | ۸۱/۱۰۰ |

| ناشر          | امتیاز |
| ------------- | ------ |
| ۴پلیرز        | ۶۰/۱۰۰ |
| دستراکتید     | ۸٫۵/۱۰ |
| یوروگیمر      | ۸/۱۰   |
| گیم‌اسپات      | ۸/۱۰   |
| گیم‌زبو        | [ ۲۳ ] |
| آی‌جی‌ان        | ۷٫۷/۱۰ |
| Jeuxvideo.com | ۱۶/۲۰  |

این بازی نقدهای عموماً مثبتی دریافت کرد. طبق بازبینی جمعی متاکریتیک، بازی «نقدهای عموماً مطلوب» داشت. آی‌جی‌ان بازی را بهترین تجربه سری کال آو دیوتی روی پلتفرم‌های موبایلی دانست و از مسیر پیشرفت، تنوع حالت‌ها و تجربه بتل رویال آن تمجید کرد. گیم‌اسپات بازی را بازسازی وفاداری از اکشن سریع و هیجان‌انگیز سری اصلی توصیف کرد، هرچند منوهای پیچیده خریدهای درون‌برنامه‌ای را نقطه ضعف دانست. پولیگان بازی را نسخه‌ای کامل و بدون نقص از کال آو دیوتی توصیف کرد که حس و حال نسخه‌های اصلی را حفظ کرده است.

### عملکرد تجاری
کال آو دیوتی: موبایل در ماه اول بیش از ۱۴۸ میلیون دانلود و ۵۴ میلیون دلار درآمد داشت که آن را به بزرگ‌ترین لانچ بازی موبایلی تبدیل کرد. تا ژوئن ۲۰۲۰، درآمد به بیش از ۳۲۷ میلیون دلار و دانلودها به ۲۵۰ میلیون رسید. تا اکتبر ۲۰۲۰، این ارقام به ۴۸۰ میلیون دلار و ۲۷۰ میلیون دانلود افزایش یافت. تا فوریه ۲۰۲۲، بازی بیش از ۱٫۵ میلیارد دلار درآمد از خریدهای درون‌برنامه‌ای کسب کرد و تا مه ۲۰۲۱ بیش از ۵۰۰ میلیون بار دانلود شده بود.

### جوایز
| سال  | جایزه                             | رده                              | نتیجه    | منابع  |
| ---- | --------------------------------- | -------------------------------- | -------- | ------ |
| ۲۰۱۹ | Hollywood Music in Media Awards   | ترانه/فیلم - بازی ویدئویی موبایل | نامزدشده | [ ۳۴ ] |
| ۲۰۱۹ | جوایز بازی ۲۰۱۹                   | بهترین بازی موبایل               | برنده    | [ ۳۵ ] |
| ۲۰۲۰ | 23rd Annual D.I.C.E. Awards       | بازی قابل حمل سال                | نامزدشده | [ ۳۶ ] |
| ۲۰۲۰ | جوایز انتخاب توسعه‌دهندگان بازی    | بهترین بازی موبایل               | نامزدشده | [ ۳۷ ] |
| ۲۰۲۰ | جوایز بازی اس‌اکس‌اس‌دبلیو           | بازی موبایل سال                  | نامزدشده | [ ۳۸ ] |
| ۲۰۲۰ | 16th British Academy Games Awards | بازی موبایل سال                  | برنده    | [ ۳۹ ] |